# Ernst Stuhlinger
Ernst Stuhlinger, nemško-ameriški fizik, elektroinženir in raketni inženir, * 19. december 1913, Niederrimbach, predel Creglingena, Nemčija, † 25. maj 2008, Huntsville, Alabama, ZDA.
Stuhlinger je kot del Operacije Sponka (Paperclip) prišel v ZDA. Tukaj je z von Braunovo skupino v ameriški kopenski vojski in kasneje v NASA razvijal sisteme za vodenje. Pomembno je prispeval k razvoju ionskega pogona za daljše vesoljske polete in k različnim znanstvenim eskperimentom.